# ライヒェルスハイム (オーデンヴァルト)
ライヒェルスハイム (ドイツ語: Reichelsheim) はドイツ連邦共和国ヘッセン州オーデンヴァルト郡に属す町村（以下、本項では便宜上「町」と記述する）。

## 地理

### 位置
ライヒェルスハイムは、オーデンヴァルト中央部、標高200mから538mのベルクシュトラーセ＝オーデンヴァルト地学自然公園内に位置する。

### 隣接する市町村
ライヒェルスハイムは、北はフレンキシュ＝クルムバッハおよびブレンスバッハならびにブロムバッハタール、東はミヒェルシュタットおよびモッサウタール（以上はいずれもオーデンヴァルト郡）、南はフュルト、西はリンデンフェルス（ともにベルクシュトラーセ郡）と境を接する。

### 自治体の構成
この町には、ライヒェルスハイム地区の他に13の地区からなる。ベーアフルト、ボッケンロート、エーバーバッハ、エルツバッハ、フローンホーフェン、ゲルシュプレンツ、グムペン、クライン＝グムペン、ラウデナウ、オーバー＝カインスバッハ、オーバー＝オシュテルン、ロールバッハ、ウンター＝オシュテルンである。ライヒェルスハイムは、ヘッセン州で最も地区の多い町村である。

## 歴史
この町は1303年に初めて文献上に記録されている。

## 行政

### 議会
この町の議会は、31議席からなる。

### 首長
2008年の町長選挙で、シュテファン・ロピンスキー (RWG) は61.2%の票を獲得し、町長に選出された。
- 1990年 - 2008年: ゲルト・ローデ (SPD)

### 紋章
赤地に、金色のアーチ状の土地から生える3本の大きな金のオークの木。オークの木の間には2本の若木が生えている。この森を象徴する図案の上に銀の星が3つ描かれている。

### 姉妹都市
- ドル・ドゥ・ブルターニュ（フランス、イル＝エ＝ヴィレーヌ県）1990年代中頃

## 文化と見所

### メルヘンと伝説の日
1995年から毎年10月最終週の週末に、ライヒェルスハイムのメルヘンと伝説の日が開催されている。「森の娘」賞の授与式が行われ、中世風の髪飾りや衣装で練り歩く。

### 地域博物館
地域博物館は、旧村役場にある。この建物は、補強材に人の形をした部材を用いたドイツで最も古い例である。展示の重点は、鉱業とたとえばレープクーヘン製造、木彫の馬造り、屋根葺きに靴製造、といった代表的な手工業、村の学校制度やかつてのラインハイム＝ライヒェルスハイム鉄道（「オーデンヴァルトのリースヒェン」）などである。

### ライヒェンベルク城

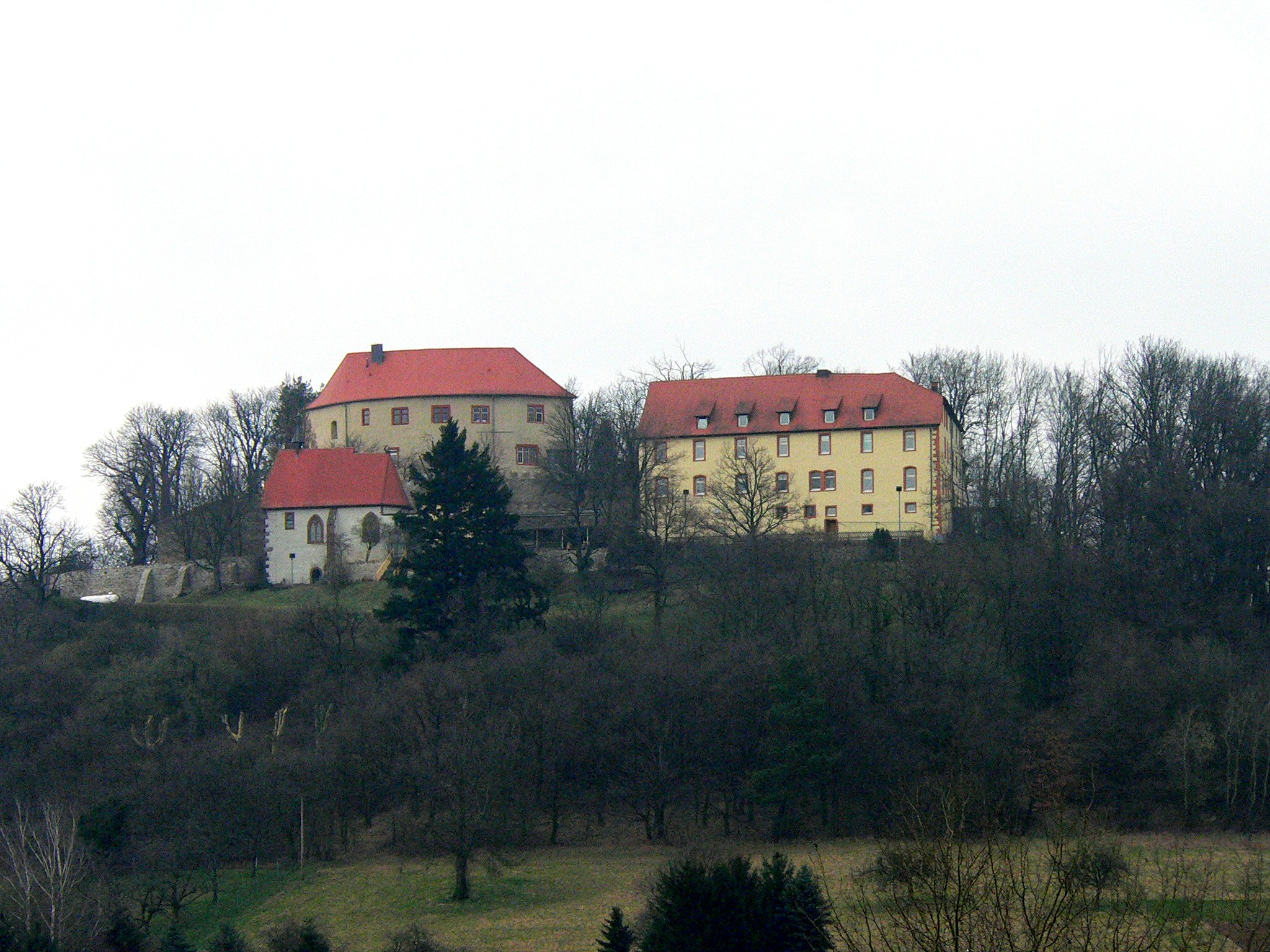
ライヒェンベルク城

現在のライヒェンベルク城館は13世紀に城塞として建設されたもので、1307年に初めて文献上に記録されている。注目すべきは領主館（パラス）である。このパラスは、平面図が屈折した構造であることから、クルンメ・バウ（Krumme Bau, 曲がった建物）と呼ばれている。
後に自然保護運動家となるクリスティアン・ゴットフリート・ダニエル・ネース・フォン・エーゼンベックは、1776年2月14日にここで生まれた。彼はヨハン・ヴォルフガング・フォン・ゲーテの友人で、ボン大学およびボン植物園の創始者の一人、40年間にわたってドイツ自然科学アカデミー・レオポルディーナの会長とブレスラウ植物園の園長を務め、1858年3月16日にブレスラウで亡くなった。
19世紀半ばまで、この城の領主は様々な貴族の間を転々とした。1876年から1924年までライヒェンベルク城は高い身分の子弟の私塾として用いられていた。その後、ジーフェルト・フォン・フローンホーフの家族がこの城を所有した。彼らは1963年にこの城をドイツ連邦郵便に保養施設として売却した。
1979年7月、キリスト教のコミュニティ Offensive Junger Christen (OJC) がライヒェンベルク城を購入した。彼らはここを、城内カフェもある、一般参加が可能な国際集会の会場に改築した。領主館など、上部の古い部分はこの時に改修された。

## 経済と社会資本

### 交通
ライヒェルスハイムを通過する連邦道B47号線（ニーベルンゲン街道、ミヒェルシュタット - ヴォルムス間）とB38号線（ロスドルフ - ヴァインハイム / マンハイム間）によって、この町は道路網に接続している。ベンスハイム、フュルト、ラインハイムおよびミヒェルシュタットへのバスの便があり、鉄道（ドイツ鉄道およびオーデンヴァルト鉄道）にはこれらの町からアクセスする。

## 引用
1. ↑  Hessisches Statistisches Landesamt: Bevölkerung in Hessen am 31.12.2023 (Landkreise, kreisfreie Städte und Gemeinden, Einwohnerzahlen auf Grundlage des Zensus 2011)]